# Wassili Fjodorowitsch Fjodorow
Wassili Fjodorowitsch Fjodorow (russisch Василий Фёдорович Фёдоров, ukrainisch Василь Федорович Федоров Wassyl Fedorowytsch Fedorow; * 1802 in Sankt Petersburg, Russisches Kaiserreich; † 12. Märzjul. / 24. März 1855greg. in Kiew, Russisches Kaiserreich) war ein russischer Astronom, Professor und Rektor an der St.-Wladimir-Universität in Kiew.

## Leben
Wassili Fjodorow kam in Sankt Petersburg zur Welt und ging im Bildungshaus St. Petersburg zur Schule. Zwischen 1823 und 1827 studierte er an der Abteilung für Physik und Mathematik der Philosophischen Fakultät der Universität Dorpat und wurde dort 1825, noch während seines Studiums, auf Antrag von Friedrich Struve zum stellvertretenden Direktor des Observatoriums ernannt, welcher er bis 1834 blieb. 1829 nahm er an einer Expedition von Friedrich Parrot zum Ararat teil, deren Ziel die Höhenbestimmung seiner Gipfel und die Ermittlung der genauen Koordinaten war. Zwischen 1833 und 1837 war er auf Expedition in Sibirien, um dort Landvermessungen durchzuführen und genaue Koordinaten geographischer Punkte zu ermitteln.
Von 1837 bis zu seinem Lebensende war Fjodorow Professor für Astronomie an der Kiewer St.-Wladimir-Universität, von 1841 an Prorektor der Universität und zwischen März 1843 und Mai 1847 war er, in Nachfolge von Konstantin Alexejewitsch Newolin, deren Rektor. Außerdem war er Organisator und erster Direktor des Astronomischen Observatoriums der Kiewer Universität. Er starb nach schwerer Krankheit am 24. März 1855 in Kiew.

## Ehrungen
Fjodorow erhielt zahlreiche Ehrungen. Darunter:
- 1838 Orden des Heiligen Wladimir IV. Grades
- 1845 Staatsrat
- 1845 Sankt-Stanislaus-Orden II. Grades
- 1851 Orden der Heiligen Anna II. Grades